# Eurotium herbariorum
Espèce
Synonymes
- Aspergillus glaucus (L.) Link, 1809

Eurotium herbariorum (anciennement Aspergillus glaucus) est un champignon Ascomycète de la famille des Trichocomaceae. C'est une moisissure courante dans l'environnement sur des matières organiques, au sol ou sur des aliments, généralement présente sous sa forme asexuée (Deutéromycète) qui est un Aspergillus.
Cette moisissure se développe à l'extérieur en hiver mais aussi en milieu humide sur le cuir, la laine, les céréales, les aliments sucrés (notamment sur les confitures mal conditionnées) ou la viande.
Cette moisissure peut donner des allergies mais elle n'est qu'occasionnellement pathogène.

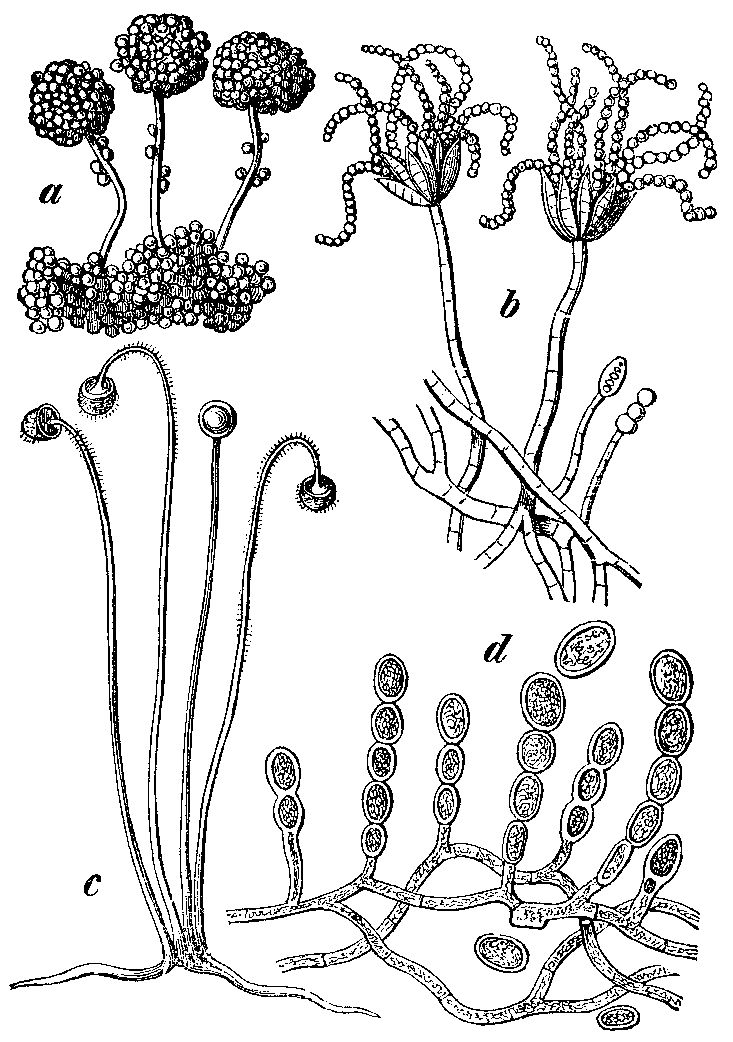
a) Aspergillus glaucus.

En 2013, aux Archives départementales du Finistère, un tiers du fonds est contaminé. La décontamination (travaux et nettoyage) s'est terminée en 2017.